# Boulder Junction (condado de Vilas)
Boulder Junction es un lugar designado por el censo ubicado en el condado de Vilas en el estado estadounidense de Wisconsin. En el Censo de 2010 tenía una población de 183 habitantes y una densidad poblacional de 61,66 personas por km².

## Geografía
Boulder Junction se encuentra ubicado en las coordenadas 46°6′45″N 89°38′42″O / 46.11250, -89.64500. Según la Oficina del Censo de los Estados Unidos, Boulder Junction tiene una superficie total de 2.97 km², de la cual 2.97 km² corresponden a tierra firme y (0%) 0 km² es agua.

## Demografía
Según el censo de 2010, había 183 personas residiendo en Boulder Junction. La densidad de población era de 61,66 hab./km². De los 183 habitantes, Boulder Junction estaba compuesto por el 97.81% blancos, el 0% eran afroamericanos, el 0% eran amerindios, el 0.55% eran asiáticos, el 0% eran isleños del Pacífico, el 0% eran de otras razas y el 1.64% pertenecían a dos o más razas. Del total de la población el 1.64% eran hispanos o latinos de cualquier raza.